# 906.
◄ | 9. stoljeće | 10. stoljeće | 11. stoljeće | ►
◄ | 870-ih | 880-ih | 890-ih | 900-ih | 910-ih | 920-ih | 930-ih | ►
◄◄ | ◄ | 903. | 904. | 905. | 906. | 907. | 908. | 909. | ► | ►►
Astronomija • Književnost • Kršćanstvo • Pravo • Promet

## Događaji
- Konstantin II., kralj Škotske, poziva na sastanak skupštine u Sconeu. Škotski kršćanski kler pod vodstvom biskupa Cellacha obavezao se da će se držati zakona i discipline vjere, kao i zakona Crkve i evanđelja, pariter cum Scottis.

## Rođenja
- Sherira Gaon, židovski duhovni vođa († 1006)

## Vanjske poveznice
|  | Zajednički poslužitelj ima još gradiva o temi 906. |